# Neural Information Processing Systems
Pour les articles homonymes, voir NIPS.
Neural Information Processing Systems (NeurIPS, anciennement NIPS)  est une conférence scientifique en  intelligence artificielle et neurosciences computationnelles qui se tient chaque année au mois de décembre. La première conférence a eu lieu en 1987 à Denver, États-Unis.
Si les articles des premières éditions de NeurIPS se concentrent essentiellement sur les réseaux de neurones en tant que moyen pour comprendre le cerveau humain, l'intérêt se porte par la suite aussi bien sur les systèmes d'apprentissage biologiques que sur les systèmes artificiels d'apprentissage. Les deux thèmes de recherche divergent ensuite, et les sujets de NeurIPS sont dominés par l'apprentissage artificiel, les statistiques et l'intelligence artificielle, même si l'aspect neurosciences computationnelles reste présent.
D'autres domaines sont présents à NeurIPS, comme la science cognitive, la vision par ordinateur, la psychologie ou la théorie de l'information.
Les actes de conférence sont publiés sous forme de livre par le MIT Press et Morgan Kaufmann Publishers (en) sous le titre « Advances in Neural Information Processing Systems ».

## Historique
La conférence NeurIPS a été proposée pour la première fois en 1986 lors du Snowbird Meeting on Neural Networks for Computing (sur invitation uniquement) organisé par l'institut de technologie de Californie et par les Laboratoires Bell.  La conférence NeurIPS a été conçue comme une réunion interdisciplinaire ouverte et complémentaire pour les chercheurs qui explorent les réseaux neuronaux biologiques et artificiels. Illustrant cet aspect multidisciplinaire, NeurIPS a débuté en 1987 avec comme président de la conférence le théoricien de l'information Ed Posner et comme co-présidents du comité de programme le théoricien de l'apprentissage Yaser Abu-Mostafa et le neurobiologiste James Bower.
Les résultats de recherche présentés lors des premières éditions de NeurIPS portaient sur un large éventail de sujets allant des efforts visant à résoudre des problèmes purement techniques à l'utilisation de modèles informatiques comme outil de compréhension des systèmes nerveux biologiques. Depuis lors, les courants de recherche sur les systèmes biologiques et artificiels ont divergé, et les travaux récents présentés à NeurIPS sont dominés par des articles sur l'apprentissage automatique, l'intelligence artificielle et les statistiques.
La conférence est organisée par la NeurIPS Foundation (Fondation NeurIPS), créée par Ed Posner en 1987. Terrence Sejnowski est président de la fondation depuis 1993 depuis l'accident de vélo de Posner. Le conseil d'administration est composé des anciens présidents généraux de la Conférence NeurIPS.

### Changement d'abréviation
À l'origine l'abréviation de la conférence était NIPS. Cependant, les organisateurs ont envisagé d'abandonner cette abréviation à cause d'une connotation argotique avec le mot mamelons et d'une référence à une insulte historique contre les japonais. Après une période de sondage auprès de 2 270 participants à la conférence, les organisateurs ont décidé de conserver cette abréviation. Parmi les répondants au sondage, 1 881 étaient des hommes et 294 des femmes. Parmi les femmes, 44 % étaient d'accord pour qu'un changement de nom ait lieu et 40 % étaient en désaccord. Parmi les hommes, 28 % étaient d'accord pour qu'un changement de nom se produise et 55 % étaient en désaccord. Cependant, le 17 novembre 2018, le conseil d'administration de la fondation NeurIPS a décidé de changer l'abréviation et l'acronyme officiels de la conférence de NIPS à NeurIPS.

## Éditions
Éditions précédentes :
- 1987–2000 : Denver, Colorado, États-Unis
- 2001–2010 : Vancouver, Colombie-Britannique, Canada
- 2011 : Granada, Espagne, EU
- 2012 & 2013 : South Lake Tahoe, Nevada, États-Unis
- 2014 & 2015 : Montréal, Québec, Canada
- 2016 : Barcelone, Espagne
- 2017: Long Beach, Californie,  États-Unis
- 2018 : Montréal, Québec, Canada
- 2019 : Vancouver, Colombie-Britannique, Canada
- 2020 : Vancouver, Colombie-Britannique, Canada (conférence virtuelle due à la situation sanitaire COVID-19)
- 2021 : Conférence virtuelle
- 2022-2023 : La Nouvelle-Orléans, Louisiane, États-Unis (conférence hybride virtuelle/physique)
- 2024 : Vancouver, Colombie-Britannique, Canada
- 2025 : San Diego, Californie, États-Unis